# Isaac Alfasi
Isaac ben Jacob Alfasi (1013, Al-Qal'a de Beni Hammad, Argelia - 1103, Lucena, España) también llamado el Rif, fue un rabino e intelectual judío argelino y andalusí. Habitó la mayor parte de su vida en Fez, Marruecos, pero en 1088 fue denunciado ante el gobierno y se vio obligado a huir a al-Ándalus. Se volvió dirigente de la comunidad judía en Lucena y fue nombrado presidente de la prestigiosa academia talmúdica de la ciudad, provocando un renacimiento de los estudios talmúdicos en España. Uno de sus discípulos fue el rabino Yosef ha-Leví ibn Migash.
Su codificación del Talmud, conocida como el Libro de las leyes (Séfer ha-Halajot), también denominado Talmud reducido, trata sobre la Halajá (ley hebrea) y está a la misma altura que las obras de Maimónides y Yosef Caro. Por lo general, Alfasi citó el Talmud de Jerusalén (Talmud Yerushalmi), pero donde su texto no coincidía con aquel el Talmud de Babilonia (Talmud Bavli) solía considerar a este último, por ser posterior. Alfasi consideraba que la ley debía seguir los dictámenes de las autoridades más tardías. Esto contribuyó a establecer la supremacía del Talmud de Babilonia sobre el Talmud de Jerusalén.

## Biografía
Alfasi nació en Qalaat Hammad, identificada con Al-Qal'a de Beni Hammad, capital de los hamudíes del Magreb central, en la actual Argelia. Sin embargo, otras fuentes creen que Qalaat Hammad es en realidad una ciudad cercana a Fez. En este caso, el nombre de Alfasi indicaría que su familia provendría de Fez, una idea que se apoya en sus referencias como «ben Alfasi» o «ibn Alfasi» por las autoridades coetáneas a su tiempo. Isaac Alfasi estudió en la yeshivá de Cairuán, en Túnez, bajo la dirección de los rabinos Nissim ben Jacob y Chananel ben Chushiel, dos reconocidas autoridades rabínicas de su época. Chananel instruyó a Alfasi con el objetivo de saber deducir y clarificar la Halajá de las fuentes talmúdicas, lo que llevó a Alfasi a resumir y ordenar numerosas discusiones pertenecientes al Talmud y que hasta ese entonces se encontraban dispersas.
En 1045 Alfasi se trasladó a Fez con su esposa y sus dos hijos; sin embargo, Binyamin Ze'ev Benedict y otros autores declaran que Alfasi nunca fue activo profesionalmente en Fez. La comunidad judía de la ciudad los apoyaron, por lo que pudo trabajar en el Libro de las leyes sin molestias, así como fundaron una yeshivá en su honor, trasladándose muchos estudiantes de todo Marruecos para atender sus clases. Su alumno más célebre fue el rabino Judá Leví, autor del Kuzari, aunque también fue profesor del rabino Joseph ibn Migash, quien a su vez fue maestro del rabino Maimón, padre de Maimónides. Alfasi habitó en Fez durante 40 años, durante los cuales finalizó su Libro de las Leyes.
En 1088, a la edad de 75 años, dos delatores lo denunciaron al gobierno por causas desconocidas, por lo que tuvo que abandonar Fez y dirigirse hacia al-Ándalus, donde acabó dirigiendo la yeshivá de la ciudad de Lucena un año más tarde.
Su «carácter magnánimo» se evidencia con dos incidentes: cuando su oponente el rabino Isaac Albalia falleció, Alfasi adoptó a su hijo; y cuando el mismo Alfasi estaba a punto de fallecer, decidió que fuera su alumno Joseph ibn Migash el que lo sucediera como líder de la escuela lucentina y no su propio hijo.

## Libro de las leyes
Sefer ha-Halachot (ספר ההלכות), también conocido como Hilchot haRif o Libro de las leyes, fue la obra maestra de Alfasi, escrita en Fez. Alberga todas las decisiones legales de los órdenes talmúdicos del Moed, Nashim y Nezikín, así como los tratados de Berachot y Chulin, haciendo un total de veinticuatro. Alfasi transcribió las conclusiones de la Halajá del Talmud sin deliberaciones añadidas; así como excluyó todas las materias de la Agadá (no legales, homiléticas) y las discusiones de la Halajá practicables únicamente en Tierra Santa.
Generalmente la obra sigue el orden del Talmud, aunque a veces se desordenan algunas citas y muy rara vez se incorporan textos no talmúdicos.

### Impacto
Maimónides escribió que la obra de Alfasi «ha reemplazado todos los códigos geónicos, ya que contiene todas las decisiones y leyes que necesitamos en nuestros tiempos».